# 電撃文庫
電撃文庫（でんげきぶんこ）は、KADOKAWAが発行している、日本の文庫レーベル。1993年6月、旧メディアワークスより創刊した後、株式会社アスキー・メディアワークスが引き継ぎ、2013年10月より現在の体制になる。
現在の編集部署は株式会社KADOKAWA出版事業グループ・コミック第3局・電撃メディアワークス編集部。

## 沿革・特色
1992年10月、当時角川書店副社長であった角川歴彦は兄・角川春樹との内紛で角川書店から離れ、かつて社長を務めていた子会社角川メディアオフィスの社員とともにメディアワークスを設立し、「電撃」5誌を創刊した。そして、角川スニーカー文庫や富士見ファンタジア文庫と競争するためにも「新しい時代を生きる若者たちに斬新な作品を新たな文庫本として提供したい」歴彦は自ら指揮をとり、メディアワークスの若者向け文庫レーベルとして、角川スニーカー文庫の作家陣と作品群が移行する形で、1993年6月に創刊された。歴彦もまた、父・角川源義の書いた角川文庫発刊の辞と岩波文庫発刊の辞を繰り返し読み、「電撃文庫の創刊に際して」と書いて、岩波文庫から角川文庫に続く古い教養の歴史の系譜としたのです。
初回刊行タイトルは『漂流伝説 クリスタニア 1』（水野良）・『聖マリア修道院の怪談 極道くん漫遊記外伝』（中村うさぎ）・『ダーク・ウィザード 蘇りし闇の魔道士』（寺田憲史）・『瑠璃丸伝 当世のしのび草紙 1』（松枝蔵人）の4タイトル。創刊当初は角川スニーカー文庫を基盤に活動していた深沢美潮、中村うさぎ、あかほりさとるなどのベテラン作家陣による作品と、テレビゲーム・アニメ等のノベライズ・翻訳小説を中心に出版していたが、新人作家を積極的に発掘するため、1994年「電撃ゲーム3大賞」の小説部門扱いで「電撃ゲーム小説大賞」（2004年に「電撃小説大賞」と改称）が創設された。この新人賞からは、長期シリーズ化でレーベルの看板的作品となった『ブギーポップは笑わない』で第4回電撃ゲーム小説大賞を受賞した上遠野浩平、『アクセル・ワールド』で第15回電撃小説大賞を受賞した川原礫を筆頭に、高畑京一郎、古橋秀之、秋山瑞人、三雲岳斗、高橋弥七郎、成田良悟、支倉凍砂など多くの人気作家を輩出、レーベルの隆盛に貢献した。また、緒方剛志、黒星紅白、原田たけひと、灰村キヨタカなど、若手イラストレーターの登用も意欲的に行い、ライトノベルに於けるイラストレーションの世代交代を推し進めた。
レーベルの特徴は、初期は角川スニーカー文庫から枝分かれしたこともあり、それほど差異はなかったが、黒丸尚が翻訳したウィリアム・ギブスン、ルディー・ラッカーらのサイバーパンクSFを、よりコンピューター・ゲーム的なSFファンタジー小説として描いた第2回電撃ゲーム小説大賞受賞の『ブラックロッド』と、眉村卓などのジュブナイルSF小説を現代的にアップデートした『ブギーポップは笑わない』の金字塔的ヒットにより、過去のSFファンタジー小説や青春小説を青少年向けライトノベルとして現代的にアップデートする手法と路線が意識的に採られるようになった。
2000年代以降は電撃小説大賞出身のレーベル生え抜き作家によるオリジナル作品が中心となったが、上記の路線は1990年代後半から2000年代前半の時点では、SFや一般文芸などの既存ジャンルからほとんど無視されていたことが逆に幸いし、多種多様なタイプのヒット作が生まれ、少年向けライトノベルの代表的レーベルとして「ライトノベル」ジャンルでの国内最大シェアを維持している。この成功には、テレビアニメ化や『月刊コミック電撃大王』『月刊少年ガンガン』などでのコミカライズといった積極的なメディアミックス展開に加え、イベント開催、「電撃組」と呼ばれる書店への優先配本による効率化、書店での販促用ポストカードの配布など、多様な販売戦略も奏功した。
2000年代後半以降は有川浩や橋本紡など、一般文芸へ越境する作家も出てきたが、既にライトノベルでしか描けない小説ジャンルが確立されており、致命的なダメージには至っていない。
2020年現在、新刊の発売日は毎月10日で、月に10冊前後の新刊が発売されている。2004年10月発売の『キノの旅VIII the beautiful world』で通算1000タイトル、2010年9月発売の『ゴールデンタイム1 春にしてブラックアウト』で通算2000タイトル、2015年10月発売の『ヘヴィーオブジェクト 外なる神』で通算3000タイトルを記録した。2009年11月、総発行部数は累計1億冊を突破し、それを記念したキャンペーンが行われた。また、『とある魔術の禁書目録』（2010年10月）と『ソードアート・オンライン』（2014年7月）と『魔法科高校の劣等生』（2019年9月）は国内累計1000万部突破を達成している。
「電撃の単行本」として単行本（ハードカバー）形態で出版されるものもあり、初期の「電撃ゲーム小説大賞」受賞作品の刊行や、普段ライトノベルを読まない層を狙ったタイトルの発売が行われている。特に『図書館戦争』は新聞や雑誌の書評で大きな話題を呼んだ。2019年1月には、WEB系エンタメノベルを扱うサブレーベルとして「電撃の新文芸」が単行本（ソフトカバー）形態で創刊されたり、文庫形態では、2009年12月に姉妹レーベル的な存在として“非ラノベレーベル”を意識した新レーベル、「メディアワークス文庫」が創刊され、「電撃の単行本」で刊行されていた作家や、電撃文庫でも青年向け（ライト文芸）の傾向が強い作家が徐々に異動しているため、電撃文庫側の月刊刊行点数は若干減少傾向にある。
レーベルの雑誌媒体としては、1998年から『電撃hp』が刊行され、2007年に『電撃文庫MAGAZINE』へ継承されたが、2020年に休刊した。
2010年6月、第16回電撃小説大賞最終選考作として刊行した『俺と彼女が魔王と勇者で生徒会長』が盗作と指摘され、絶版・回収措置が取られる不祥事が発生。全国紙でも報道された。

## 映像作品

### アニメ化
| 作品                                                                        | 放送年                     | アニメーション制作                    | 備考                 |
| --------------------------------------------------------------------------- | -------------------------- | ------------------------------------- | -------------------- |
| フォーチュン・クエスト（アニメ）                                            | 1997年-1998年              | イージーフイルム                      |                      |
| ブギーポップは笑わない（アニメ）                                            | 2000年（第1作）            | マッドハウス                          |                      |
| ブギーポップは笑わない（アニメ）                                            | 2019年（第2作）            | マッドハウス                          |                      |
| キノの旅                                                                    | 2003年（第1作）            | A.C.G.T                               | 映画あり             |
| キノの旅                                                                    | 2017年（第2作）            | Lerche                                | 映画あり             |
| 住めば都のコスモス荘                                                        | 2003年                     | ユーフォーテーブル                    |                      |
| スターシップ・オペレーターズ                                                | 2005年                     | J.C.STAFF                             |                      |
| 灼眼のシャナ（アニメ）                                                      | 2005年-2006年（第1期）     | J.C.STAFF                             | 映画、OVAあり        |
| 灼眼のシャナ（アニメ）                                                      | 2007年-2008年（第2期）     | J.C.STAFF                             | 映画、OVAあり        |
| 灼眼のシャナ（アニメ）                                                      | 2011年-2012年（第3期）     | J.C.STAFF                             | 映画、OVAあり        |
| いぬかみっ!                                                                 | 2006年                     | セブン・アークス                      | 映画あり             |
| しにがみのバラッド。                                                        | 2006年                     | グループ・タック                      |                      |
| 半分の月がのぼる空                                                          | 2006年                     | グループ・タック                      |                      |
| 護くんに女神の祝福を!                                                       | 2006年-2007年              | ゼクシズ                              |                      |
| バッカーノ!                                                                 | 2007年                     | ブレインズ・ベース                    |                      |
| 一つの大陸の物語シリーズ（アリソンとリリア）                                | 2008年                     | マッドハウス                          |                      |
| シゴフミ                                                                    | 2008年                     | J.C.STAFF                             | メディアミックス作品 |
| 我が家のお稲荷さま。                                                        | 2008年                     | ZEXCS                                 |                      |
| 狼と香辛料（アニメ）                                                        | 2008年（第1作第1期）       | イマジン                              |                      |
| 狼と香辛料（アニメ）                                                        | 2009年（第1作第2期）       | ブレインズ・ベース マーヴィージャック |                      |
| 狼と香辛料（アニメ）                                                        | 2024年（第2作第1期）       | パッショーネ                          |                      |
| 狼と香辛料（アニメ）                                                        | 未公表（第2作第2期）       | パッショーネ                          |                      |
| とある魔術の禁書目録（アニメ）                                              | 2008年（第1期）            | J.C.STAFF                             | 映画、スピンオフあり |
| とある魔術の禁書目録（アニメ）                                              | 2010年（第2期）            | J.C.STAFF                             | 映画、スピンオフあり |
| とある魔術の禁書目録（アニメ）                                              | 2018年（第3期）            | J.C.STAFF                             | 映画、スピンオフあり |
| とらドラ!                                                                   | 2008年-2009年              | J.C.STAFF                             |                      |
| 乃木坂春香の秘密                                                            | 2008年（第1期）            | ディオメディア                        | OVAあり              |
| 乃木坂春香の秘密                                                            | 2009年（第2期）            | ディオメディア                        | OVAあり              |
| アスラクライン                                                              | 2009年（第1期、第2期）     | セブン・アークス                      |                      |
| オオカミさんシリーズ（オオカミさんと七人の仲間たち）                        | 2010年                     | J.C.STAFF                             |                      |
| 俺の妹がこんなに可愛いわけがない（アニメ）                                  | 2010年（第1期）            | AIC Build                             |                      |
| 俺の妹がこんなに可愛いわけがない（アニメ）                                  | 2013年（第2期）            | A-1 Pictures                          |                      |
| デュラララ!!（アニメ）                                                      | 2010年（第1期）            | ブレインズ・ベース                    |                      |
| デュラララ!!（アニメ）                                                      | 2015年、2016年（第2期）    | 朱夏                                  |                      |
| れでぃ×ばと!                                                                | 2010年                     | XEBEC                                 |                      |
| 神様のメモ帳                                                                | 2011年                     | J.C.STAFF                             |                      |
| 境界線上のホライゾン                                                        | 2011年（第1期）            | サンライズ                            |                      |
| 境界線上のホライゾン                                                        | 2012年（第2期）            | サンライズ                            |                      |
| C³ -シーキューブ-                                                           | 2011年                     | SILVER LINK.                          |                      |
| 電波女と青春男                                                              | 2011年                     | シャフト                              |                      |
| ロウきゅーぶ!（アニメ）                                                     | 2011年（第1期）            | project No.9 Studio Blanc.            |                      |
| ロウきゅーぶ!（アニメ）                                                     | 2013年（第2期）            | project No.9                          |                      |
| アクセル・ワールド                                                          | 2012年                     | サンライズ                            | 映画あり             |
| さくら荘のペットな彼女                                                      | 2012年-2013年              | J.C.STAFF                             |                      |
| ソードアート・オンライン（アニメ）                                          | 2012年（第1期）            | A-1 Pictures                          | 映画、スピンオフあり |
| ソードアート・オンライン（アニメ）                                          | 2014年（第2期）            | A-1 Pictures                          | 映画、スピンオフあり |
| ソードアート・オンライン（アニメ）                                          | 2018年（第3期）            | A-1 Pictures                          | 映画、スピンオフあり |
| ソードアート・オンライン（アニメ）                                          | 2019年、2020年（第4期）    | A-1 Pictures                          | 映画、スピンオフあり |
| ゴールデンタイム                                                            | 2013年-2014年              | J.C.STAFF                             |                      |
| ストライク・ザ・ブラッド（アニメ）                                          | 2013年-2014年              | SILVER LINK. CONNECT                  | OVAあり              |
| はたらく魔王さま!（アニメ）                                                 | 2013年（第1期）            | WHITE FOX                             |                      |
| はたらく魔王さま!（アニメ）                                                 | 2022年、2023年（第2期）    | Studio 3Hz                            |                      |
| ブラック・ブレット                                                          | 2014年                     | キネマシトラス オレンジ               |                      |
| 魔法科高校の劣等生（アニメ）                                                | 2014年（第1期）            | マッドハウス                          | 映画、スピンオフあり |
| 魔法科高校の劣等生（アニメ）                                                | 2020年（第2期）            | エイトビット                          | 映画、スピンオフあり |
| 魔法科高校の劣等生（アニメ）                                                | 2021年（追憶編）           | エイトビット                          | 映画、スピンオフあり |
| 魔法科高校の劣等生（アニメ）                                                | 2024年（第3期）            | エイトビット                          | 映画、スピンオフあり |
| ヘヴィーオブジェクト                                                        | 2015年-2016年              | J.C.STAFF                             |                      |
| ねじ巻き精霊戦記 天鏡のアルデラミン                                         | 2016年                     | マッドハウス                          |                      |
| ネトゲの嫁は女の子じゃないと思った?                                         | 2016年                     | project No.9                          |                      |
| エロマンガ先生（アニメ）                                                    | 2017年                     | A-1 Pictures                          | OVAあり              |
| ゼロから始める魔法の書                                                      | 2017年                     | WHITE FOX                             |                      |
| 天使の3P!                                                                   | 2017年                     | project No.9                          |                      |
| 青春ブタ野郎シリーズ（青春ブタ野郎はバニーガール先輩の夢を見ない / アニメ） | 2018年                     | CloverWorks                           | 映画あり             |
| 青春ブタ野郎シリーズ（青春ブタ野郎はバニーガール先輩の夢を見ない / アニメ） | 2025年（大学生編）         | CloverWorks                           | 映画あり             |
| ソードアート・オンライン オルタナティブ ガンゲイル・オンライン              | 2018年（第1期）            | Studio 3Hz                            |                      |
| ソードアート・オンライン オルタナティブ ガンゲイル・オンライン              | 2024年（第2期）            | A-1 Pictures                          |                      |
| 俺を好きなのはお前だけかよ                                                  | 2019年                     | CONNECT                               | OVAあり              |
| ガーリー・エアフォース                                                      | 2019年                     | サテライト                            |                      |
| 安達としまむら                                                              | 2020年                     | 手塚プロダクション                    |                      |
| 魔王学院の不適合者 〜史上最強の魔王の始祖、転生して子孫たちの学校へ通う〜   | 2020年（第1期）            | SILVER LINK.                          |                      |
| 魔王学院の不適合者 〜史上最強の魔王の始祖、転生して子孫たちの学校へ通う〜   | 2023年、2024年（第2期）    | SILVER LINK.                          |                      |
| 86-エイティシックス-                                                        | 2021年                     | A-1 Pictures                          |                      |
| 幼なじみが絶対に負けないラブコメ                                            | 2021年                     | 動画工房                              |                      |
| 錆喰いビスコ                                                                | 2022年（第1期）            | OZ                                    |                      |
| 錆喰いビスコ                                                                | 未公表（第2期）            | OZ                                    |                      |
| シャインポスト                                                              | 2022年                     | スタジオKAI                           | メディアミックス作品 |
| Fate/strange Fake                                                           | 2023年（Whispers of Dawn） | A-1 Pictures                          |                      |
| Fate/strange Fake                                                           | 2025年（シリーズ）         | A-1 Pictures                          |                      |
| 七つの魔剣が支配する                                                        | 2023年                     | J.C.STAFF                             |                      |
| 豚のレバーは加熱しろ                                                        | 2023年                     | project No.9                          |                      |
| 声優ラジオのウラオモテ                                                      | 2024年                     | CONNECT                               |                      |
| 恋は双子で割り切れない                                                      | 2024年                     | ROLL2                                 |                      |
| ギルドの受付嬢ですが、残業は嫌なのでボスをソロ討伐しようと思います          | 2025年                     | CloverWorks                           |                      |
| 男女の友情は成立する？（いや、しないっ!!）                                  | 2025年                     | J.C.STAFF                             |                      |
| ユア・フォルマ                                                              | 2025年                     | ジェノスタジオ                        |                      |
| レプリカだって、恋をする。                                                  | 2026年                     | Voil                                  |                      |
| 姫騎士様のヒモ                                                              | 未公表                     | BLADE                                 |                      |
| とある暗部の少女共棲                                                        | 未公表                     | 未公表                                |                      |
| 春夏秋冬代行者（春夏秋冬代行者 春の舞）                                     | 未公表                     | WIT STUDIO                            |                      |

| 作品                     | 放送年                 | アニメーション制作   | 備考 |
| ------------------------ | ---------------------- | -------------------- | ---- |
| イリヤの空、UFOの夏      | 2005年                 | 東映アニメーション   |      |
| 撲殺天使ドクロちゃん     | 2005年（第1期）        | ハルフィルムメーカー |      |
| 撲殺天使ドクロちゃん     | 2007年（第2期）        | ハルフィルムメーカー |      |
| アラタなるセカイ         | 2012年                 | マッドハウス         |      |
| ストライク・ザ・ブラッド | 2015年（第1期）        | SILVER LINK. CONNECT |      |
| ストライク・ザ・ブラッド | 2016年-2017年（第2期） | SILVER LINK. CONNECT |      |
| ストライク・ザ・ブラッド | 2018年-2019年（第3期） | CONNECT              |      |
| ストライク・ザ・ブラッド | 2020年-2021年（第4期） | CONNECT              |      |
| ストライク・ザ・ブラッド | 2022年（第5期）        | CONNECT              |      |

### テレビドラマ化
| 作品                     | 放送年 | 制作           | 備考                           |
| ------------------------ | ------ | -------------- | ------------------------------ |
| 半分の月がのぼる空       | 2006年 | SFプランニング |                                |
| しにがみのバラッド。     | 2007年 | SFプランニング |                                |
| ある日、爆弾がおちてきて | 2013年 | フジテレビ     | 『世にも奇妙な物語』でドラマ化 |

### 実写映画化
| 作品                             | 公開年 | 監督       | 配給                  | 備考 |
| -------------------------------- | ------ | ---------- | --------------------- | ---- |
| ブギーポップは笑わない           | 2000年 | 金田龍     | 東映ビデオ            |      |
| 半分の月がのぼる空               | 2010年 | 深川栄洋   | IMJエンタテインメント |      |
| 嘘つきみーくんと壊れたまーちゃん | 2011年 | 瀬田なつき | 角川映画              |      |

## 関連レーベルの作品

### ハードカバー

#### 主婦の友社の単行本
メディアワークスの出版物の販売業務委託先として主婦の友社から電撃文庫が発売されていた時期に、電撃ゲーム小説大賞受賞作品の一部などがハードカバーで出版されたこともある。一般層への普及を目指したと見られ、ハードカバー時に電撃のレーベルが付いていないが、発売後に電撃文庫として再出版されたものを、以下に、仮に「主婦の友社の単行本」と表記して挙げる。
- クリス・クロス 混沌の魔王（高畑京一郎）
- タイム・リープ あしたはきのう（高畑京一郎）
- ブラックロッド（古橋秀之）

#### 電撃の単行本
電撃文庫のレーベルから出ているハードカバー単行本。挿絵の付くものもあるがアニメ調のものは少ない。サスペンスや恋愛小説が多い。『野性時代』などの一般文芸誌に広告が載ることもある。画集も含まれることがある。
| 著者       | タイトル                         | 刊行年月             | 文庫化                         | 備考                                                                    |
| ---------- | -------------------------------- | -------------------- | ------------------------------ | ----------------------------------------------------------------------- |
| 相原あきら | 釘男                             | 2008年6月            |                                |                                                                         |
| 有川浩     | 塩の街                           | 2007年6月            | 角川文庫                       | 電撃文庫から、増補書下ろしを追加の上ハードカバー化。のち、角川文庫。    |
| 有川浩     | 空の中                           | 2004年10月           | 角川文庫                       |                                                                         |
| 有川浩     | 海の底                           | 2005年6月            | 角川文庫                       |                                                                         |
| 有川浩     | 図書館戦争シリーズ               | 2006年2月–2007年11月 | 角川文庫                       | イラスト：徒花スクモ、全4巻完結                                         |
| 有川浩     | 別冊 図書館戦争                  | 2008年4月、8月       | 角川文庫                       | 全2巻                                                                   |
| 綾崎隼     | 命の後で咲いた花                 | 2013年1月            |                                | イラスト：ワカマツカオリ                                                |
| 綾崎隼     | レッドスワンの絶命               | 2015年3月            |                                | イラスト：ワカマツカオリ                                                |
| 綾崎隼     | レッドスワンの星冠               | 2015年7月            |                                | イラスト：ワカマツカオリ                                                |
| 入間人間   | 僕の小規模な奇跡                 | 2009年10月           | メディアワークス文庫           |                                                                         |
| 入間人間   | ぼっちーズ                       | 2010年11月           |                                | イラスト：宇木敦哉                                                      |
| うえお久光 | シフト-世界はクリアを待っている- | 2005年7月、2006年6月 | 電撃文庫                       | 2巻まで刊行後、電撃文庫で再刊。3巻以降、電撃文庫に移行。                |
| 壁井ユカコ | NO CALL NO LIFE                  | 2006年8月            | 角川文庫                       | イラスト：鈴木次郎                                                      |
| 壁井ユカコ | イチゴミルク ビターデイズ        | 2007年9月            | 角川文庫                       |                                                                         |
| 川上稔     | 連射王                           | 2007年1月            | 電撃文庫                       | 上下巻同時刊行                                                          |
| 甲田学人   | 夜魔                             | 2005年11月           | 電撃文庫・メディアワークス文庫 | 2レーベルに分冊で文庫化された                                           |
| 杉井光     | 終わる世界のアルバム             | 2010年10月           | メディアワークス文庫           |                                                                         |
| 橋本紡     | 猫泥棒と木曜日のキッチン         | 2005年8月            | 新潮文庫                       | 角川文庫の複数作家アンソロジー『きみが見つける物語 放課後編』に一部収録 |
| 橋本紡     | 完全版 半分の月がのぼる空        | 2010年4月            | 文春文庫                       | 電撃文庫からのリメイク                                                  |
| 深沢美潮   | 青の聖騎士伝説                   | 2002年2月、2005年9月 |                                | 2巻まで刊行                                                             |
| 古橋秀之   | ソリッドファイター 完全版        | 2009年2月            |                                | 電撃十周年祭のグッズとして発売、書籍扱いではない                        |
| 山科千晶   | エンジェル・ウィスパー           | 2006年4月            | メディアワークス文庫           |                                                                         |

### 電撃イラストノベル
イラストノベルという形態で書かれた作品のレーベル。電撃hpや電撃の缶詰などで告知され、通販限定販売がなされる。2008年現在、これにあたる作品は川上稔とさとやすの著作2点のみである。また、他に電撃文庫が出した通販限定本の例としては電撃ヴんこ等が挙げられる。
- 創雅都市S.F（川上稔&さとやす）
- 矛盾都市TOKYO（川上稔&さとやす）

### 電撃ビジュアルノベル
絵本形式の単行本であり、電撃文庫の既存作品のスピンオフが主だが、オリジナルの作品の出版もされている。
- キノの旅 -the Beautiful World- 記憶の国 -Their Memories- ISBN 4-8402-2525-7
- キノの旅 -the Beautiful World- 旅人の話 -You- 【DVD付き限定】 ISBN 4-8402-2897-3
- キノの旅 -the Beautiful World- 旅人の話 -You- 【通常・特典なし】 ISBN 4-8402-3189-3
- キノの旅 -the Beautiful World- わたしの国 -Own Will- ISBN 4-8402-4080-9
- 君と僕の歌 world's end ISBN 4-8402-2527-3（著者：橋本紡　イラスト：高野音彦）
- しにがみのバラッド。 momo the girl god of death "***girl***" ひとつのあいのうた。 ISBN 4-8402-2843-4
- キーリ -WILD AND DANDELION- ISBN 4-8402-3190-7
- 半分の月がのぼる空 -one day-　ISBN 4-8402-3223-7

### 電撃ポストカード文庫
ページが絵ハガキになっていて、切り取って使用可能な「電撃ポストカード文庫」が1994年7月に3タイトル刊行されたが、以後はこのレーベルの新刊は発売されていない。
- サムライスピリッツ（SNKオフィシャル）
- バトルファイターズ 餓狼伝説（大張正己）
- PORTFOLIO イラストギャラリー'94（電撃文庫編集部）1993年に電撃文庫で刊行されたタイトルの表紙・口絵集。

### 電撃CD文庫
電撃CD文庫 ベストゲームセレクション
- 電撃CD文庫 ベストゲームセレクション1 卒業―グラデュエーション 第1学期（脚本：渡辺麻実　画・竹井正樹）ISBN 4-07-300280-5
- 電撃CD文庫 ベストゲームセレクション2 卒業―グラデュエーション 第2学期（脚本：渡辺麻実　画・竹井正樹）ISBN 4-07-300430-1
- 電撃CD文庫 ベストゲームセレクション3 卒業―グラデュエーション 第3学期（脚本：渡辺麻実　画・竹井正樹）ISBN 4-07-301078-6
- 電撃CD文庫 ベストゲームセレクション4 餓狼伝説 〜宿命の闘い〜復讐の狼（画・大張正己）ISBN 4-07-300297-X
- 電撃CD文庫 ベストゲームセレクション5 餓狼伝説 〜宿命の闘い〜孤高の狼（画・大張正己）ISBN 4-07-300446-8
- 電撃CD文庫 ベストゲームセレクション6 エメラルドドラゴン（画・木村明広）ISBN 4-07-300647-9
- 電撃CD文庫 ベストゲームセレクション7 ファイアーエムブレム 旅立ちの章（脚本：あかほりさとる　画・中澤一登/臣士れい）ISBN 4-07-300908-7
- 電撃CD文庫 ベストゲームセレクション8 サムライスピリッツ 邪神復活之巻（脚本：千葉克彦　演出：香西久）ISBN 4-07-300950-8
- 電撃CD文庫 ベストゲームセレクション9 サムライスピリッツ 秘宝流転之巻（脚本：千葉克彦　演出：香西久）ISBN 4-07-301428-5
- 電撃CD文庫 ベストゲームセレクション10 サムライスピリッツ 剣魔大戦之巻（脚本：千葉克彦　演出：香西久）ISBN 4-07-301983-X
- 電撃CD文庫 ベストゲームセレクション11 餓狼伝説2 新たなる闘い（画・大張正己）ISBN 4-07-301411-0
- 電撃CD文庫 ベストゲームセレクション12 餓狼伝説スペシャル（画・大張正己）ISBN 4-07-301888-4
- 電撃CD文庫 ベストゲームセレクション13 ザ・キング・オブ・ファイターズ'94（脚本：あみやまさはる　演出：鈴木久尋）ISBN 4-07-301500-1
- 電撃CD文庫 ベストゲームセレクション14 真サムライスピリッツ 覇王丸地獄変（脚本：千葉克彦　演出：香西久）ISBN 4-07-302340-3

電撃CD文庫EX
- 電撃CD文庫EX エメラルドドラゴン SFCゲームミュージックアルバム
- 電撃CD文庫EX ヴァンパイア 〜ザ ナイト ウォーリアーズ〜

電撃CD文庫SP
- 電撃CD文庫SP メビウスクラインII 胎動（画：麻宮騎亜）
- 電撃CD文庫SP 超人学園ゴウカイザー

電撃CD文庫スーパーサウンドコレクション
- 電撃CD文庫スーパーサウンドコレクション 声優への道HANDBOOK

## 関連出版物

### 折り込み広告
- 電撃の缶詰 - 「電撃文庫　秋の祭典2010」にて電撃の缶詰コンプリート展が行われた。

### 雑誌
- 電撃hp（1998年 - 2007年、季刊のち隔月刊）
- 電撃文庫MAGAZINE（2007年 - 2020年、隔月刊）

### 目録
電撃文庫総合目録
2004年から隔年で発行され、書店や電撃文庫のイベントなどでこれといった価格はなく無料で配布されている。2010には、画集やビジュアルノベルなどの関連書籍、メディアワークス文庫の情報も掲載された。フルカラー、B5版のムック仕様になっている。2013は電撃文庫が創刊20年を迎えたことから、前年に続いて発行されて、クロスワードパズルが収録されキーワードがわかった者が専用サイトで回答するとスマートフォン用壁紙がプレゼントされた。通算3,000タイトルを突破した年の2015版を最後に配布されていない。

## 関連ツール
電撃ブートレッグ
2001年8月31日から電撃メンバーズ会員に配信しているメールマガジン。2018年8月10日で終了。
電撃文庫BBS
2004年から開設されたBBS。フリーBBSとネタバレBBSとがあった。2012年に閉鎖。
電撃モバイル
2008年からアスキー・メディアワークスが運営する携帯電話用の公式ウェブサイト。待受け、着ボイス、デコメ、ゲームアプリ等のコンテンツを配信している。For Android版は2011年から開始。電撃モバイルNEOとして2012年10月20日にリニューアルした。
姉妹サイトに電撃G's magazineの『電撃G's モバイル』が存在する。
2015年に電撃文庫の公式サイトと一体化し、新たな電撃文庫のファンクラブサービス電撃文庫CLUBとしてリニューアルされた。ファンクラブサービスのみ2018年8月9日終了。
電撃文庫もくろっく
2010年に「ぶっちぎりフェア2010」の一環で配信されたPC・ケータイ用のブログパーツ・デスクトップアクセサリ。『でんげきったー』Web版とも呼ばれる。利用無料。2014年サービス終了。
電撃文庫モバイルコレクション　～つなげよう！希望の絆!!～
2011年に配信されたメディアジャックフェアの一環の、日本全国地図を回遊したり、電撃の「希望の種」を育てたりして、フェア限定レアな電撃文庫の壁紙が入手できたアプリ。利用無料。期間限定で同年終了。
電撃スタンプカレンダー
2013年からリリースされたスマートフォン端末向けアプリで、主に電撃をはじめとした作品で毎日のスケジュール管理ができ、キャラクターの録り下ろしボイスも収録されている。利用無料の一部課金制。2016年現在では終了。
電撃文庫NEWS
2013年10月18日から配信されている『電撃の缶詰』の電子版。利用無料。2016年現在では終了。
電撃文庫パズルコレクション
2013年に配信された電撃文庫創刊20周年を記念したシンプルな操作性のパズルゲームでクリアするとその作品のカードが入手できた。利用無料の一部課金制。2014年サービス終了。
電撃公式アプリ
2017年に配信が開始された電撃文庫創刊25周年を記念した無料アプリ。「電撃文庫 秋の祭典」への応募や電撃文庫の情報配信など行われる。2018年現在は終了。
電撃ノベコミ
2021年に配信が開始された電撃文庫の小説とコミカライズが読めるアプリ。毎日7時、21時に各90ポイントずつ回復する「ノベルポイント」「マンガポイント」を使って、アプリ内のコンテンツをそれぞれ閲覧できる。

## ラジオ番組
電撃文庫初期のメディアミックスの媒体としてラジオは多用されたが、ラジオ番組での宣伝やラジオドラマの制作は、テレビでのCMや映像化に比べて安価であったため盛んに行われた。

### 電撃大賞
文化放送などで放送された、電撃ゲーム小説大賞とタイアップしたラジオ番組。
電撃小説大賞第1回と同じ年の1994年10月–12月、『電撃大賞クリス・クロス』として放送。1995年4月『電撃大作戦』として再開し、1996年4月『電撃大賞』としてリニューアル。2015年3月まで20年半の長きに渡り放送された。パーソナリティは男女1組で1年 - 数年程度で交代する。
番組内容は電撃小説大賞・電撃文庫と関連が薄いが、毎年2月（前年の電撃小説大賞受賞者の受賞作が電撃文庫から刊行される）には受賞者が出演し作品について語るほか、時たまおかゆまさき・時雨沢恵一など電撃作家がゲスト出演した。

### 電撃十年祭 アニメ&ゲーム秋の陣
2002年10月14日の電撃10年祭当日の13:00～16:00に文化放送で放送された特別番組。おたっきぃ佐々木と桑谷夏子をパーソナリティーに10年祭の会場である幕張メッセからの中継を交えて放送。

### DENGEKI 15×15
（でんげきフィフティーンバイフィフティーン）
2007年11月24日・25日の「電撃15年祭」に向け、ラジオ大阪・文化放送で放送された15分番組。
パーソナリティはフリーアナウンサーの荘口彰久。電撃作家や電撃アニメ出演声優などがゲスト出演した。

### DENGEKI 20×20～電撃20年祭への道
（でんげきトゥエンティバイトゥエンティ）
2012年10月20日・21日の「電撃20年祭」に向け、ラジオ大阪・文化放送で放送された20分番組。パーソナリティーは引き続き荘口彰久が担当。

### 電撃文庫Webラジオ 喜多村市立竹本学園
電撃文庫公式サイトおよびニコニコアニメチャンネルで配信された。
2008年6月27日–2009年3月27日、毎週金曜夜更新の全38回（7月4日・1月2日は休止）。ニコニコアニメチャンネルではバックナンバーは全回聴取可能。
パーソナリティーは竹本英史（学園長）と喜多村英梨（生徒）。
電撃文庫、電撃文庫MAGAZINE、電撃学園RPG Cross of Venus の関連情報を届けるラジオ番組。番組放送中はスタジオ内の様子の写真がスライドショー形式で表示された。番組でメールを読まれたリスナーにはノベルティとして『学生証』が送られると番組内でアナウンスされていたが、実際には送られていない。

#### ゲスト
2008年
- 第6回（8月8日） - おかゆまさき
- 第8回（8月22日） - 後藤麻衣
- 第11回（9月12日） - 川上稔
- 第12回（9月19日） - 入間人間
- 第20回（11月14日） - 井口裕香

2009年
- 第29回（1月23日） - 野中藍
- 第31回（2月6日） - 井口裕香
- 第35回（3月6日） - 戸松遥
- 第37回（3月20日） - 南里侑香

### うぇぶらじ@電撃文庫
電撃文庫1億冊突破を記念して開始された。2009年9月10日より電撃文庫公式サイトで配信開始。
出演者はうえむらちか、明坂聡美、おかゆまさき、三木一馬、上坂すみれ。加えて毎回、電撃作家がゲスト出演する。
毎月10日更新。
2011年末に明坂聡美、上坂すみれが卒業。
2012年からは三澤紗千香の加入と、毎月10・25日更新となった。

## niconicoでの配信
2013年6月5日より、動画配信サービス「niconico」にて、有名作品や著名人などの連載小説を読むことができる「ニコニコ連載小説」というサービスで電撃文庫の書下ろし作品も掲載されていた。またそれに合わせて「ニコニコチャンネル」にて「電撃文庫チャンネル」が開設され、上記の「ニコニコ連載小説」の他にCM動画などが公開されている。電撃文庫20周年記念として展開されていたが2016年10月30日で終了した。
「niconico」とは小説の連載やCM動画の配信だけでなく、「多数決ドラマ」というユーザー参加型のメディアミックスでも協力関係にある。

## 公式動画チャンネル
「niconico」で電撃文庫20周年記念として配信されていた上記（#niconicoでの配信）の「電撃文庫チャンネル」があったが、そちらはすでに終了している。その後、2019年8月に「YouTube」にて同名の動画チャンネルが開設されている。YouTubeでの動画チャンネルではやはりCMをメインに投稿されていたが、PVの数も増えていって、2020年12月からは作品の一部を声優に朗読してもらう「【電撃文庫朗読してみた】」という企画も開始された。他にも関連ラジオのミニコーナー（声優ラジオのウラオモテ コーコーセーラジオ!出張版）の再配信や、声優の山下大輝と作家の駱駝の生放送動画番組「山下駱駝」のYouTube上での配信も行っている。

## その他
電撃ヒロインズ フィギュアコレクション
2013年3月上旬に発売のアスキー・メディアワークス創立20周年記念に発売されるトイズワークスコレクションにいてんご20体セット。電撃文庫にかぎらず、この20年間にアスキー・メディアワークスが生み出した数多くのアニメから20作品をセレクト。
原型製作・製造元はキャラアニ（トイズワークス）によるもので、発売元はアスキー・メディアワークス。
完全受注生産。
- ショコラ・ミス(1995年)、井上律子(1996年)、シェール/ピロテース(1997年)、パステル(1996年)、ブギーポップ(2000年)
- 咲耶(2001年)、春日歩(2002年)、美紗(2002年)、キノ(2003年)、ヘンリエッタ(2003年)
- ホイホイさん(2004年)、松岡美羽(2005年)、シャナ(2005年)、ホロ(2007年)、ケメコ(2008年)、
- インデックス(2008年)、逢坂大河(2008年)、御坂美琴(2009年)、高坂桐乃(2010年)、ヒカル(2010年)